# Barbara Ważyńska
Barbara Ważyńska (ur. 28 listopada 1941, zm. 5 sierpnia 2024) – polska chemik, doktor habilitowany nauk chemicznych, inżynier, profesor nadzwyczajny Uniwersytetu Technologiczno-Humanistycznego im. Kazimierza Pułaskiego w Radomiu, nauczyciel akademicki Wyższej Szkoły Ekologii i Zarządzania w Warszawie, specjalistka w zakresie chemii i materiałów ciekłokrystalicznych.

## Życiorys
W 1977 na podstawie rozprawy pt. Wpływ warunków osadzania powłok poliamidowych metodą fluidyzacyjną na ich strukturę i właściwości otrzymała w Politechnice Warszawskiej stopień naukowy doktora nauk chemicznych. W 1999 na podstawie dorobku naukowego oraz rozprawy pt. Faza nematyczna powracająca w układach złożonych ze smektyków A1 uzyskała na Wydziale Inżynierii, Chemii i Fizyki Technicznej Wojskowej Akademii Technicznej im. Jarosława Dąbrowskiego w Warszawie stopień doktora habilitowanego nauk technicznych dyscyplina inżynieria materiałowa specjalność fizyka ciekłych kryształów.
Była nauczycielem akademickim Politechniki Warszawskiej w Wydziale Inżynierii Materiałowej. Została profesorem nadzwyczajnym Politechniki Radomskiej im. Kazimierza Pułaskiego (przemianowanej później na Uniwersytet Technologiczno-Humanistyczny im. Kazimierza Pułaskiego w Radomiu) w Wydziale Materiałoznawstwa i Technologii Obuwia w Katedrze Chemii. Została nauczycielem akademickim Wyższej Szkoły Ekologii i Zarządzania w Warszawie. Pochowana na cmentarzu Bródnowskim w Warszawie (kwatera 112F-1-3).